# Campeonato Argentino de Futebol de 1935
O Campeonato Argentino de Futebol de 1935, originalmente denominado Copa Campeonato Primera División, foi a quinta temporada da era profissional da Primeira Divisão do futebol argentino, e o primeiro torneio organizado pela recém-criada Asociación del Football Argentino. O certame foi disputado em dois turnos de todos contra todos, entre 17 de março e 22 de dezembro. O Boca Juniors sagrou-se campeão argentino, pela nona vez.

## Participantes
| Equipe             | Cidade               |
| ------------------ | -------------------- |
| Argentinos Juniors | Buenos Aires         |
| Atlanta            | Buenos Aires         |
| Boca Juniors       | Buenos Aires         |
| Chacarita Juniors  | Buenos Aires         |
| Estudiantes        | La Plata             |
| Ferro Carril Oeste | Buenos Aires         |
| Gimnasia y Esgrima | La Plata             |
| Huracán            | Buenos Aires         |
| Independiente      | Avellaneda           |
| Lanús              | Lanús                |
| Platense           | Buenos Aires         |
| Quilmes            | Quilmes              |
| Racing Club        | Avellaneda           |
| River Plate        | Buenos Aires         |
| San Lorenzo        | Buenos Aires         |
| Talleres           | Remedios de Escalada |
| Tigre              | Victoria             |
| Vélez Sarsfield    | Buenos Aires         |

## Classificação final
| Pos | Equipes                          | J  | V  | E | D  | GM  | GS | Pts |
| --- | -------------------------------- | -- | -- | - | -- | --- | -- | --- |
| 1   | Boca Juniors                     | 34 | 27 | 4 | 3  | 98  | 31 | 58  |
| 2   | Independiente                    | 34 | 24 | 7 | 3  | 101 | 38 | 55  |
| 3   | San Lorenzo                      | 34 | 23 | 3 | 8  | 92  | 45 | 49  |
| 4   | Vélez Sarsfield                  | 34 | 19 | 8 | 7  | 77  | 46 | 46  |
| 5   | River Plate                      | 34 | 19 | 6 | 9  | 71  | 47 | 44  |
| 6   | Huracán                          | 34 | 16 | 7 | 11 | 59  | 38 | 39  |
| 7   | Estudiantes de La Plata          | 34 | 14 | 9 | 11 | 78  | 52 | 37  |
| 8   | Ferro Carril Oeste               | 34 | 15 | 6 | 13 | 60  | 66 | 36  |
| 9   | Racing Club                      | 34 | 13 | 5 | 16 | 55  | 58 | 31  |
| 10  | Talleres de Remedios de Escalada | 34 | 11 | 8 | 15 | 60  | 70 | 30  |
| 10  | Lanús                            | 34 | 13 | 4 | 17 | 56  | 79 | 30  |
| 12  | Platense                         | 34 | 11 | 7 | 16 | 49  | 61 | 29  |
| 12  | Gimnasia y Esgrima La Plata      | 34 | 12 | 5 | 17 | 52  | 75 | 29  |
| 14  | Chacarita Juniors                | 34 | 10 | 6 | 18 | 49  | 57 | 26  |
| 15  | Atlanta                          | 34 | 9  | 7 | 18 | 48  | 89 | 25  |
| 16  | Argentinos Juniors               | 34 | 7  | 6 | 21 | 42  | 89 | 20  |
| 17  | Quilmes                          | 34 | 5  | 6 | 23 | 23  | 82 | 16  |
| 18  | Tigre                            | 34 | 3  | 6 | 25 | 38  | 85 | 12  |

## Premiação
| Campeonato Argentino de Futebol de 1935 |
| --------------------------------------- |
| Boca Juniors Campeão (9° título)        |

## Goleadores
| Jogador   | Jogador                | Gols | Equipe          |
| --------- | ---------------------- | ---- | --------------- |
| Argentina | Agustín Cosso          | 33   | Vélez Sarsfield |
| Argentina | Bernabé Ferreyra       | 25   | River Plate     |
| Paraguai  | Delfín Benítez Cáceres | 24   | Boca Juniors    |
| Argentina | Francisco Varallo      | 23   | Boca Juniors    |
| Paraguai  | Arsenio Erico          | 22   | Independiente   |
| Argentina | Luis Mata              | 22   | Independiente   |